# Juan Olivares
Juan Segundo Olivares Marambio (* 20. Februar 1941 in Viña del Mar) ist ein ehemaliger chilenischer Fußballtorwart. Er wurde je zweimal chilenischer Meister und Pokalsieger. Mit der Nationalmannschaft nahm er an zwei Weltmeisterschaften teil.

## Vereinskarriere
Juan Olivares begann seine Profikarriere bei den Santiago Wanderers. Mit dem Verein gewann er in seiner Premierensaison 1959 und auch zwei Jahre später die 1958 eingeführte Copa Chile. Nach Platzierungen im Mittelfeld der Tabelle und einigen guten Saisons, in denen es zur Vizemeisterschaft oder dem 3. Platz reichte, gelang Olivares mit seinem Team 1968 der große Wurf und er wurde erstmals chilenischer Meister. 1970 wechselte der Nationaltorwart dann zu Ligakonkurrent Unión Española, von denen er 1972 nur für die Copa Libertadores an Unión San Felipe ausgeliehen wurde. 1973 holte Olivares seinen zweiten Meistertitel mit Unión Española. Nach weiteren, meist kurzen Stationen beendete der Torwart 1983 im Dress seines ersten Profivereins Santiago Wanderers seine Karriere.

## Nationalmannschaft
In der Nationalmannschaft Chiles kam Juan Olivares erstmals am 15. April 1965 beim 5:1-Erfolg in der Copa del Pacífico gegen Peru zum Einsatz. Nach guten Leistungen wurde er schnell zum Stammtorwart und spielte bei der Fußball-Weltmeisterschaft 1966 alle drei Vorrundenspiele. Chile schied nach Niederlagen gegen Italien und die Sowjetunion sowie einem Unentschieden gegen Nordkorea als Gruppenletzter aus. 
Im Campeonato Sudamericano 1967 kam Olivares in allen 5 Partien sowie in den beiden Qualifikationsspielen zum Einsatz. Chile wurde mit zwei Siegen, zwei Unentschieden und einer Niederlage Dritter des Turniers. Sein letztes Länderspiel bestritt der Torwart am 24. April 1974 im Freundschaftsspiel gegen Haiti, das sein Team mit 1:0 gewinnen konnte. Bei der Weltmeisterschaft 1974 stand Olivares im Kader, Nationaltrainer Luis Álamos setzte aber in den drei Spielen auf Leopoldo Vallejos.

## Erfolge
Santiago Wanderers
- Chilenischer Meister: 1968
- Chilenischer Pokalsieger: 1959, 1961
- Meister der Segunda División: 1978

Unión Española
- Chilenischer Meister: 1973

Chile
- Dritter beim Campeonato Sudamericano 1967